# Khalil Benhomes
 (octobre 2020).
Khalil Benhomes (en arabe : خليل بن حمص), né le 30 décembre 1989 à Kasba Tadla (Maroc) est un footballeur marocain évoluant dans le club du Moghreb de Tetouan. Il joue au poste de latéral gauche.

## Biographie
Lors de la saison 2016-2017, il inscrit deux buts en première division marocaine avec le club de la JS Kasbat Tadla.